# 초를라노
초를라노(이탈리아어: Ciorlano)는 이탈리아 캄파니아주 카세르타도의 코무네다. 나폴리로부터 북쪽으로 70km, 카세르타로부터 남서쪽으로 45km 거리에 있다.